# مناطق إطلاق النار الإسرائيلية في الضفة الغربية
مناطق إطلاق النار الإسرائيلية في الضفة الغربية هي مناطق واسعة من المنطقة (ج) في الضفة الغربية المحتلة، والتي أُعلنت محظورة على المدنيين لغرض التدريب العسكري. وتعتبر هذه الإجراءات جزءًا من القضية الأوسع المتمثلة في مصادرة الأراضي الإسرائيلية في الضفة الغربية، إلى جانب إعلانات الأراضي التابعة للدولة في الضفة الغربية.
منذ عام 1967، خصصت إسرائيل ما يقرب من 18–20% من الضفة الغربية (حوالي 30% من المنطقة ج) كمناطق إطلاق نار. وفي هذه المناطق، يُحظر أي تواجد مدني أو بناء دون إذن خاص بأمر عسكري. وعلى الرغم من القيود، فإن العشرات من المجتمعات الفلسطينية القديمة–أكثر من 5000 شخص في 38 قرية حسب الإحصاءات الأخيرة – تعيش داخل هذه المناطق.
وتظل مناطق إطلاق النار الإسرائيلية في الضفة الغربية قضية مثيرة للجدل، ولها تداعياتها على السياسة العسكرية، وتوسيع المستوطنات، وحقوق الإنسان. وفي حين تزعم إسرائيل أن هذه المناطق ضرورية للأمن، فإن الهيئات الدولية تنظر إليها على نطاق واسع باعتبارها آليات للسيطرة على الأراضي، مما يساهم في التهجير وتقييد التنمية الفلسطينية. وبحسب منظمة العفو الدولية فإن «الجيش الإسرائيلي يهدم بشكل روتيني المنازل والمنشآت الفلسطينية في هذه «مناطق إطلاق النار»؛ وعلى النقيض من ذلك، قامت السلطات الإسرائيلية بتغيير وضع بعض «مناطق إطلاق النار» هذه للسماح بتوسيع المستوطنات الإسرائيلية الواقعة جزئياً أو كلياً فيها». لقد تعرضت عملية إخلاء الفلسطينيين من هذه المناطق لانتقادات من الأمم المتحدة ومنظمات حقوق الإنسان مثل بتسيلم وبمكوم وهيومن رايتس ووتش والاتحاد الأوروبي.

## التاريخ
بعد حرب الأيام الستة عام 1967 واحتلال إسرائيل للضفة الغربية، بدأ الجيش الإسرائيلي في تصنيف مساحات شاسعة من الأراضي كمناطق عسكرية مغلقة. بين أغسطس 1967 و1975، تم تصنيف حوالي 150،000 هكتار (أكثر من 25% من الضفة الغربية) كمناطق عسكرية.
وبحلول نهاية عام 1967، تم تقييد الوصول إلى ما يقرب من 68،500 هكتار. وكانت مناطق مثل وادي الأردن ومنطقة لاترون من بين أول المناطق التي تم إغلاقها.
وفي اجتماع عقد عام 1979، كشف وزير الزراعة آنذاك أرييل شارون أن العديد من مناطق إطلاق النار حُدّدت بقصدٍ صريح يتمثل في حجز الأراضي للمستوطنات الإسرائيلية المستقبلية. صرح شارون بأن:
بصفتي الشخص الذي بادر بإنشاء مناطق إطلاق النار العسكرية في عام 1967، فقد كانت جميعها تهدف إلى غرض واحد: توفير فرصة للاستيطان اليهودي في المنطقة. بمجرد انتهاء حرب الأيام الستة، كنت لا أزال جالسًا مع فرقتي في سيناء. كنت في سيناء عندما رسمت هذه المناطق. أنشئت مناطق إطلاق النار لغرض واحد: احتياطي الأراضي للاستيطان.
في عام 2012، مُنح 900 دونم من منطقة إطلاق النار إلى مستوطنة شعاري تكفا، وهي مستوطنة إسرائيلية تأسست في عام 1983.
في عام 2014، أفادت التقارير أن 35،000 دونم من أراضي ”منطقة إطلاق النار“ كانت قيد المسح من أجل بناء مستوطنات إسرائيلية.
في عام 2015، ألغت إسرائيل رسمياً تصنيف منطقة إطلاق النار من جزء من منطقة إطلاق النار 912 للسماح بتوسيع مستوطنة معاليه أدوميم.

## القائمة
فيما يلي تفصيل لمناطق إطلاق النار الإسرائيلية البارزة في الضفة الغربية:
| منطقة إطلاق النار      | المنطقة الجغرافية     | تاريخ التعيين          | تقدير عدد السكان الفلسطينيين عند التعيين | عدد السكان الحالي                                                     |
| ---------------------- | --------------------- | ---------------------- | ---------------------------------------- | --------------------------------------------------------------------- |
| منطقة إطلاق النار 901  | وادي الأردن الشمالي   | 1968                   | بضع عشرات من العائلات                    | ~70 شخصًا في خربة يرزا                                                 |
| منطقة إطلاق النار 902  | وادي الأردن الشمالي   | سبعينيات القرن العشرين | مجموعات الرعي الصغيرة                    | حضور موسمي في الغالب                                                  |
| منطقة إطلاق النار 903  | أم زوكا (وادي الأردن) | 1972                   | بضع مئات                                 | بضع عشرات من الأراضي، وهي منطقة مدمجة في مزارع المستوطنات الإسرائيلية |
| منطقة إطلاق النار 904أ | تلال نابلس الشرقية    | سبعينيات القرن العشرين | ~ 200 شخص في خربة طانا والطهطا           | ~250 ساكنًا (العديد من عمليات الهدم)                                   |
| منطقة إطلاق النار 912  | صحراء يهودا           | سبعينيات القرن العشرين | مئات من بدو الجهالين                     | أقل من 200 (العديد من عمليات الإخلاء)                                 |
| منطقة إطلاق النار 918  | تلال جنوب الخليل      | أواخر السبعينيات       | 700–1000 نسمة في مسافر يطا               | ~1،100–1،300 اليوم تحت تهديدات الإخلاء                                |

تظهر قاعدة بيانات معهد الأبحاث التطبيقية في القدس لمناطق إطلاق النار أدناه:
| الاسم الرمزي            | المحليات الفلسطينية | المستوطنات الإسرائيلية في المخطط الرئيسي | المساحة (دونم) | الموقع                               |
| ----------------------- | ------------------- | ---------------------------------------- | -------------- | ------------------------------------ |
| منطقة إطلاق النار 203   | 11                  | 2                                        | 32،591         | محافظة رام الله والبيرة              |
| منطقة إطلاق النار 208   | 8                   | 0                                        | 9،725          | محافظة رام الله والبيرة              |
| منطقة إطلاق النار 309   | 3                   | 0                                        | 8،263          | محافظة الخليل                        |
| منطقة إطلاق النار 900   | 4                   | 1                                        | 73،077         | غور الأردن                           |
| منطقة إطلاق النار 901   | 3                   | 0                                        | 49،229         | محافظة طوباس                         |
| منطقة إطلاق النار 902   | 2                   | 1                                        | 10،653         | غور الأردن                           |
| منطقة إطلاق النار 903   | 3                   | 4                                        | 80،309         | غور الأردن                           |
| منطقة إطلاق النار 904 أ | 5                   | 4                                        | 42،497         | محافظة نابلس & غور الأردن            |
| منطقة إطلاق النار 904   | 6                   | 4                                        | 60،781         | محافظة نابلس & غور الأردن            |
| منطقة إطلاق النار 906   | 7                   | 7                                        | 88،256         | محافظة رام الله والبيرة & غور الأردن |
| منطقة إطلاق النار 911   | 2                   | 1                                        | 6،819          | غور الأردن                           |
| منطقة إطلاق النار 911 أ | 2                   | 0                                        | 4،632          | غور الأردن                           |
| منطقة إطلاق النار 918   | 2                   | 3                                        | 32،712         | محافظة الخليل                        |
| منطقة إطلاق النار 929   | 5                   | 1                                        | 58،711         | محافظة رام الله والبيرة              |
| منطقة إطلاق النار 929 أ | 1                   | 0                                        | 170            | محافظة الخليل                        |
| منطقة إطلاق النار 930   | 1                   | 1                                        | 168            | محافظة الخليل                        |
| منطقة إطلاق النار 934   | 7                   | 1                                        | 14،745         | محافظة رام الله والبيرة              |
| منطقة إطلاق النار 959   | 1                   | 0                                        | 76             | محافظة الخليل                        |
| منطقة إطلاق النار أأ    | 10                  | 13                                       | 409،294        | محافظة القدس & غور الأردن            |
| منطقة إطلاق النار أأأ   | 7                   | 2                                        | 15،477         | محافظة رام الله والبيرة              |
| المجموع                 | 90                  | 45                                       | 998،185        |                                      |